# Anorgàsmia
L'anorgàsmia és la inhibició recurrent i persistent de l'orgasme, manifestada per l'absència després d'una fase d'excitació normal, i produïda per una estimulació que pugui ser considerada adequada en intensitat, duració i tipus. És, juntament amb la manca de desig, una de les disfuncions sexuals més comunes en la dona. Pot haver-hi anorgàsmia en l'home, però és menys freqüent i difícilment diagnosticada, ja que s'amaga rere el prejudici erroni que l'ejaculació és un orgasme.

## Causes
En la fisiologia de l'orgasme femení, intervenen més factors que en la del masculí i, per tant, és més complexa. Per això, els trastorns de l'orgasme són molt més freqüents en les dones. En elles, l'orgasme s'acompanya d'una sèrie de contraccions reflexes de certs músculs genitals localitzats a la vagina. Qualsevol malaltia o traumatisme en aquesta zona, igual que la ingesta de qualsevol droga, i àdhuc algun fàrmac concret, poden ser causes orgàniques que inhibeixin l'orgasme.

## Tractament
L'anorgàsmia és tractable i té un bon pronòstic, sempre que el pacient cooperi amb la terapeuta. El tractament és efectiu el 95% dels casos, xifra força elevada si es té en compte la magnitud del problema. El tractament de l'anorgàsmia va encaminat, en primer lloc, a:
- Eliminar les actituds negatives i prejudicis al voltant de la sexualitat en general, i de l'orgasme en particular.
- Millora de la relació, mitjançant la comunicació entre la parella.
- Programa d'habilitats sexuals, que consisteix en una sèrie d'exercicis específics per a aquesta disfunció.